# Mus goundae
Souris de la Gounda
Espèce
Statut de conservation UICN

 DD  : Données insuffisantes
Mus goundae, la Souris de la Gounda, est une espèce de rongeurs de la famille des Muridae. 

## Répartition
Mus goundae est endémique de République centrafricaine. Cette espèce ne se rencontre que dans la vallée de la rivière Gounda, affluent du Bahr Aouk et sous-affluent du Chari, dans un milieu humide de la savane soudanienne orientale[réf. nécessaire].

## Description
On ignore à peu près tout de son mode de vie et de son alimentation.

## Classification
Le nom valide complet (avec auteur) de ce taxon est Mus goundae F.Petter & Genest (d), 1970,.
Ce taxon porte en français le nom vernaculaire ou normalisé suivant : Souris de la Gounda.

### Publication originale
- (en) F. Petter et H. Genest, « Liste préliminaire des rongeurs myomorphes de République centrafricaine. Description de deux souris nouvelles : Mus oubanguii et Mus goundae », Mammalia, De Gruyter, vol. 34, no 3,‎ 1970, p. 451-458 (ISSN 0025-1461 et 1864-1547, DOI 10.1515/MAMM.1970.34.3.451).